# Gaiemmae (métro de Tokyo)
Gaiemmae (外苑前駅, Gaienmae-eki) est une station du métro de Tokyo sur la ligne Ginza dans l'arrondissement de Minato à Tokyo. Elle est exploitée par le Tokyo Metro.

## Situation sur le réseau
La station Gaiemmae est située au point kilométrique (PK) 2,0 de la ligne Ginza.

## Histoire
La station a été inaugurée le 18 novembre 1938 sous le nom d'Aoyama-yonchōme (青山六丁目駅). Elle a pris son nom actuel l'année suivante.

## Services aux voyageurs

### Accès et accueil
La station est ouverte tous les jours.
En moyenne, 76 401 voyageurs ont fréquenté quotidiennement la station en 2015.

### Desserte
Ligne Ginza :
- voie 1 : direction Shibuya
- voie 2 : direction Asakusa

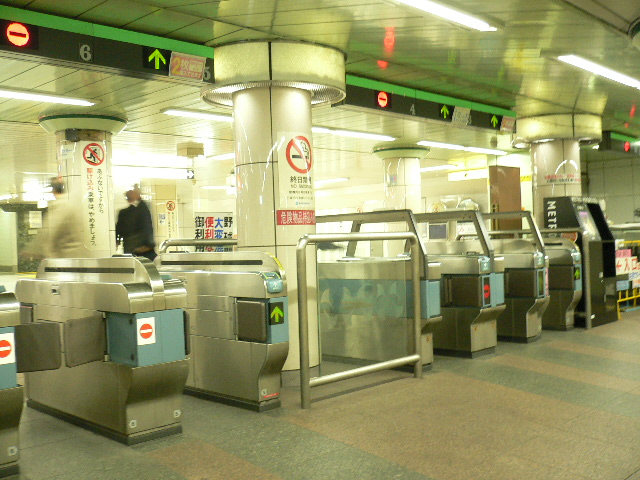
Ligne de contrôle
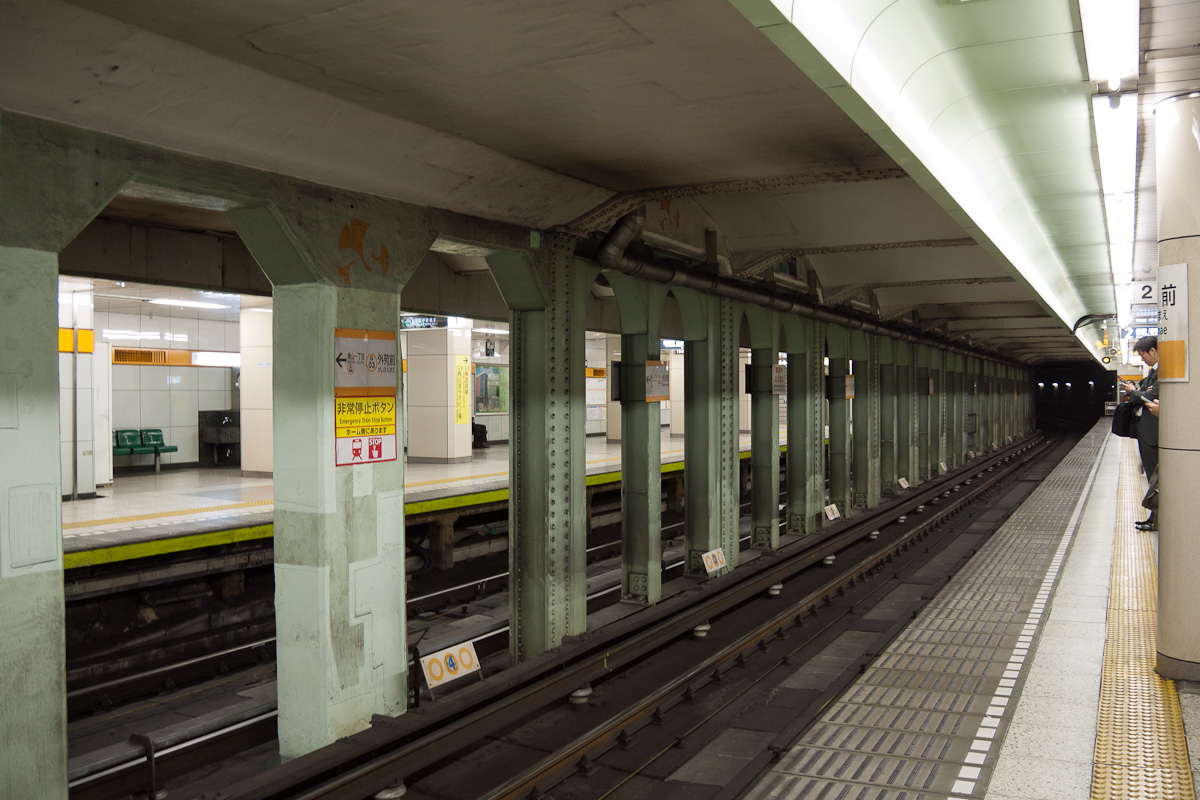
Quais de la ligne Ginza

## À proximité
- Musée d'art contemporain Watari
- Meiji Jingu Stadium
- Chichibunomiya Rugby Stadium
- Stade olympique national